# 4428 Khotinok
4428 Khotinok è un asteroide della fascia principale. Scoperto nel 1977, presenta un'orbita caratterizzata da un semiasse maggiore pari a 2,3670341 UA e da un'eccentricità di 0,2384908, inclinata di 4,80585° rispetto all'eclittica.